# Farnham Royal
Farnham Royal est un village et une paroisse civile du Buckinghamshire, en Angleterre. Il est situé dans l'extrême sud du comté, à environ 35 km à l'ouest du centre de Londres. Administrativement, il relève du district de South Bucks. Au recensement de 2011, il comptait 5 972 habitants.

## Histoire
Le village figure dans le Domesday Book sous le nom de Ferneham. Avant la conquête normande de l'Angleterre, son manoir est la propriété de la comtesse Godgifu. Le roi Guillaume le Conquérant le confie ensuite au baron normand Bertram de Verdun.